# George A. Romero
George Andrew Romero (New York, 4. veljače 1940. – 2017.), američki filmski scenarist i producent. Poznat je po svojim zombie horor filmovima kao što su Noć živih mrtvaca, Zora živih mrtvaca i Dan živih mrtvaca. Njegov je nadimak "Kum svih zombija".